# Eulycia
Eulycia là một chi bướm đêm thuộc họ Geometridae.

## Các loài
- Eulycia apysta
- Eulycia eugonia
- Eulycia grisea